# 五里牌街道 (临湘市)
五里牌街道，中华人民共和国湖南省岳阳市临湘市下属的一个镇，位于临湘市中部。京广铁路、京珠高速、107国道经过镇区。

## 建制沿革
- 1956年，为五里乡；
- 1958年，属五里牌公社；
- 1961年，析置五里公社；
- 1984年，改置五里牌乡。
- 2015年，五里牌乡与桥东街道合并，设立五里牌街道[1]

## 行政区划
五里牌街道下辖8个居社区和7个行政村：
- 金河社区、桥头社区、向阳社区、南山社区、鸿鹤社区、新庄社区、五里社区、新球社区

- 楠木村、松丰村、千针村、花桥村、烟冲村、许畈村、火炬村